# Coppa Italia 2000 (pallacanestro femminile)
La Coppa Italia 2000 si è disputata nella fase delle Final Four a Schio.
È iniziata il 24 settembre 1999 con le gare di qualificazione e si è conclusa il 24 febbraio 2000 con la finale. Alla competizione vi hanno preso parte tutte le quattordici squadre del campionato di Serie A1.
Ha vinto il torneo la Pool Comense: è la quinta volta che la squadra lariana conquista la Coppa Italia.

## Risultati

### Primo turno
Le partite si sono giocate in quattro concentramenti tra il 24 e 26 settembre 1999.

#### Girone A
Le gare si sono disputate a Parma.

##### Semifinali
| Squadra 1    | Risultato | Squadra 2        |
| ------------ | --------- | ---------------- |
| Famila Schio | 56 - 54   | CIT Varese       |
| Cerve Parma  | 70 - 58   | Ulka Alessandria |

##### Finale
| Squadra 1    | Risultato | Squadra 2   |
| ------------ | --------- | ----------- |
| Famila Schio | 67 - 62   | Cerve Parma |

##### Classifica
|    | Squadra           | P.ti | G | V | P | PF  | PS  | DP  |
| -- | ----------------- | ---- | - | - | - | --- | --- | --- |
| 1. | Pall. Schio       | 4    | 2 | 2 | 0 | 123 | 116 | +7  |
| 2. | Basket Parma      | 2    | 2 | 1 | 1 | 132 | 125 | +7  |
| 3. | Bk. Laghi Varese  | 0    | 1 | 0 | 1 | 54  | 56  | -2  |
| 3. | Delta Alessandria | 0    | 1 | 0 | 1 | 58  | 70  | -12 |

#### Girone B
Le gare si sono disputate a Messina.
| Squadra 1                | Risultato | Squadra 2         |
| ------------------------ | --------- | ----------------- |
| Rescifina Messina        | 61 - 50   | P.C.R. Messina    |
| Termomeccanica La Spezia | 61 - 53   | P.C.R. Messina    |
| Termomeccanica La Spezia | 56 - 49   | Rescifina Messina |

##### Classifica
|    | Squadra           | P.ti | G | V | P | PF  | PS  | DP  |
| -- | ----------------- | ---- | - | - | - | --- | --- | --- |
| 1. | Athletic Spezia   | 4    | 2 | 2 | 0 | 117 | 102 | +15 |
| 2. | Rescifina Messina | 2    | 2 | 1 | 1 | 110 | 106 | +4  |
| 3. | P.C.R. Messina    | 0    | 1 | 0 | 1 | 103 | 122 | -19 |

#### Girone C
Le gare si sono disputate a Sant'Agata li Battiati.
| Squadra 1          | Risultato | Squadra 2          |
| ------------------ | --------- | ------------------ |
| Isab Energy Priolo | 68 - 56   | Sport Club Alcamo  |
| Penta Faenza       | 64 - 70   | Sport Club Alcamo  |
| Penta Faenza       | 58 - 62   | Isab Energy Priolo |

##### Classifica
|    | Squadra         | P.ti | G | V | P | PF  | PS  | DP  |
| -- | --------------- | ---- | - | - | - | --- | --- | --- |
| 1. | Trogylos Priolo | 4    | 2 | 2 | 0 | 130 | 114 | +16 |
| 2. | Alcamo          | 2    | 2 | 1 | 1 | 126 | 132 | -6  |
| 3. | C.A. Faenza     | 0    | 2 | 0 | 2 | 122 | 132 | -10 |

#### Girone D
Le gare si sono disputate a Treviglio.

##### Semifinali
| Squadra 1     | Risultato | Squadra 2         |
| ------------- | --------- | ----------------- |
| Pool Comense  | 91 - 67   | Villa Pini Chieti |
| Sea Treviglio | 77 - 53   | Vicenza           |

##### Finali
| Squadra 1         | Risultato | Squadra 2     |
| ----------------- | --------- | ------------- |
| Villa Pini Chieti | 82 - 67   | Vicenza       |
| Pool Comense      | 70 - 59   | Sea Treviglio |

##### Classifica
|    | Squadra        | P.ti | G | V | P | PF  | PS  | DP  |
| -- | -------------- | ---- | - | - | - | --- | --- | --- |
| 1. | Pool Comense   | 4    | 2 | 2 | 0 | 161 | 126 | +35 |
| 2. | Bees Treviglio | 2    | 2 | 1 | 1 | 136 | 123 | +13 |
| 3. | CUS Chieti     | 2    | 2 | 1 | 1 | 149 | 158 | -9  |
| 4. | Vicenza        | 0    | 2 | 0 | 2 | 120 | 159 | -39 |

### Final four
Le semifinali si sono disputate il 23 febbraio, la finale il 24 febbraio 2000.
|  | Semifinali      | Semifinali |  |              | Finale      | Finale |
|  |                 |            |  |              |             |        |
|  | Pool Comense    | 79         |  |              |             |        |
|  | Pool Comense    | 79         |  |              |             |        |
|  | Trogylos Priolo | 65         |  |              |             |        |
|  | Trogylos Priolo | 65         |  | Pool Comense | 79          |        |
|  |                 |            |  | Pool Comense | 79          |        |
|  |                 |            |  |              | Pall. Schio | 76     |
|  | Pall. Schio     | 61         |  |              | Pall. Schio | 76     |
|  | Pall. Schio     | 61         |  |              |             |        |
|  | Athletic Spezia | 56         |  |              |             |        |
|  | Athletic Spezia | 56         |  |              |             |        |

### Finale
| Arbitri: | Giansanti Mastrantoni |

|              |       |               |
| Kuznecova 20 | Punti | 28 McWilliams |

## Squadra vincitrice
Pool Comense (5º titolo): Renata Zocco, Francesca Zara, Jurgita Štreimikytė, Elena Paparazzo, Laura Macchi, Svetlana Kuznecova, Isabelle Fijalkowski, Viviana Ballabio, Alessandra Santos de Oliveira, Giulia Casadio, Doniselli. Allenatore: Aldo Corno.